# Binkolo
Binkolo é uma cidade da Serra Leoa, no distrito de Northern (Serra Leoa)  .